# Port lotniczy Corozal
Port lotniczy Corozal (ang. Corozal Airport) – jeden z belizeńskich portów lotniczych, zlokalizowany w mieście Corozal.

## Linie lotnicze i połączenia
- Maya Airways (San Pedro/Ambergris Caye)
- Tropic Air (San Pedro/Ambergris Caye)